# 山陽電気鉄道5000系電車
山陽電気鉄道5000系電車（さんようでんきてつどう5000けいでんしゃ）は、山陽電気鉄道が所有する3扉セミクロスシートの特急形車両である。
山陽電気鉄道では車両の形式称号について書類上は「クモハ」や「モハ」などの車種を示す記号を用いているが、車両番号で車種が判別可能なため、通常は車体表記を含めて省略されている。このため、本記事の以下の記述では、車種構成の項以外についてはこれらの記号を基本的に省略し、必要に応じて (M'c) や (M) などの略記号を付して解説する。また、編成表記については梅田・西代方先頭車の車両番号を用いる（例：5004編成）。

## 概要
神戸高速鉄道の開業に備えて導入された3000系（3000系・3200系・3050系）は、1964年から1985年まで22年の長きにわたり、合計133両が製造された。この3000系は山陽電鉄の主力車両として増備が進み、老朽化した旧性能車700・250・820・850形の置き換えにも充当された。 
1986年時点では2700系3両、300形8両、270形15両の3形式26両の旧性能車が残っていた。当時の普通列車の運行ダイヤは、これら旧性能車を基準に作成されており、スピードアップのネックとなっていたことから、旧性能車の早期の全廃が必要とされた。
これら旧性能車の全面置き換えのため、3000系以来22年ぶりのフルモデルチェンジ車として登場したのが5000系であり、1986年に3両編成7本の計21両が製造された。以後、本系列は1995年までに合計60両が製造された。製造は全車両川崎重工業兵庫工場が担当している。

## 車両概説

### 車体
3050系アルミ車に引き続き、川崎重工業が開発したアルミ合金大型・薄肉中空押出形材を自動溶接で組み立てる方式を採用した。
前面デザインは3000系から大きく変更され、運転台側は高運転台構造を継承したものの、車掌台側は前面窓寸法を下方向に拡大して左右非対称となり、運転台下部に車両番号を配した。併せて前照灯を角型シールドビーム2灯に変更のうえ貫通扉直上に配し、行先表示器は運転台窓上に、種別表示器は車掌台窓上にそれぞれ移設、運転台下部も含めてブラックフェイス処理を施すとともに大型窓ガラスで一体化した。
19m級3扉車で、幅1,300mmの両開き扉を備える。側窓は扉間部3連、車端部2連の大型ユニットサッシを採用し、開口部分は上段下降、下段固定式となっている。運転台付き車両の窓配置が運転台の奥行きを確保するために左右で異なっているが、3000系と比較して乗務員室の奥行きを拡大したため、運転台側は3000系にあった乗務員扉と乗降扉の間の戸袋窓が省略されており、車掌台側も3000系の乗務員扉と乗降扉の間にあった二段窓は戸袋窓に変更されている。
車体断面は、3000系で設けられていた車体裾部の丸みが省略されたことから、全体として直線的なスタイルとなっている。車体の扉は3000系3076編成以降と同様に乗降扉をステンレス製、乗務員室扉をアルミ製としている。
側面の赤帯はドア部分も含めて幅300mmとされ、乗務員扉から前頭部の帯は側面より太くされて警戒色の役割を与えられた。この警戒帯は、5020編成以降は貫通路に近づくに従って帯の下辺が下がって幅が広くなる、V字状のものに変更されている。

### 内装

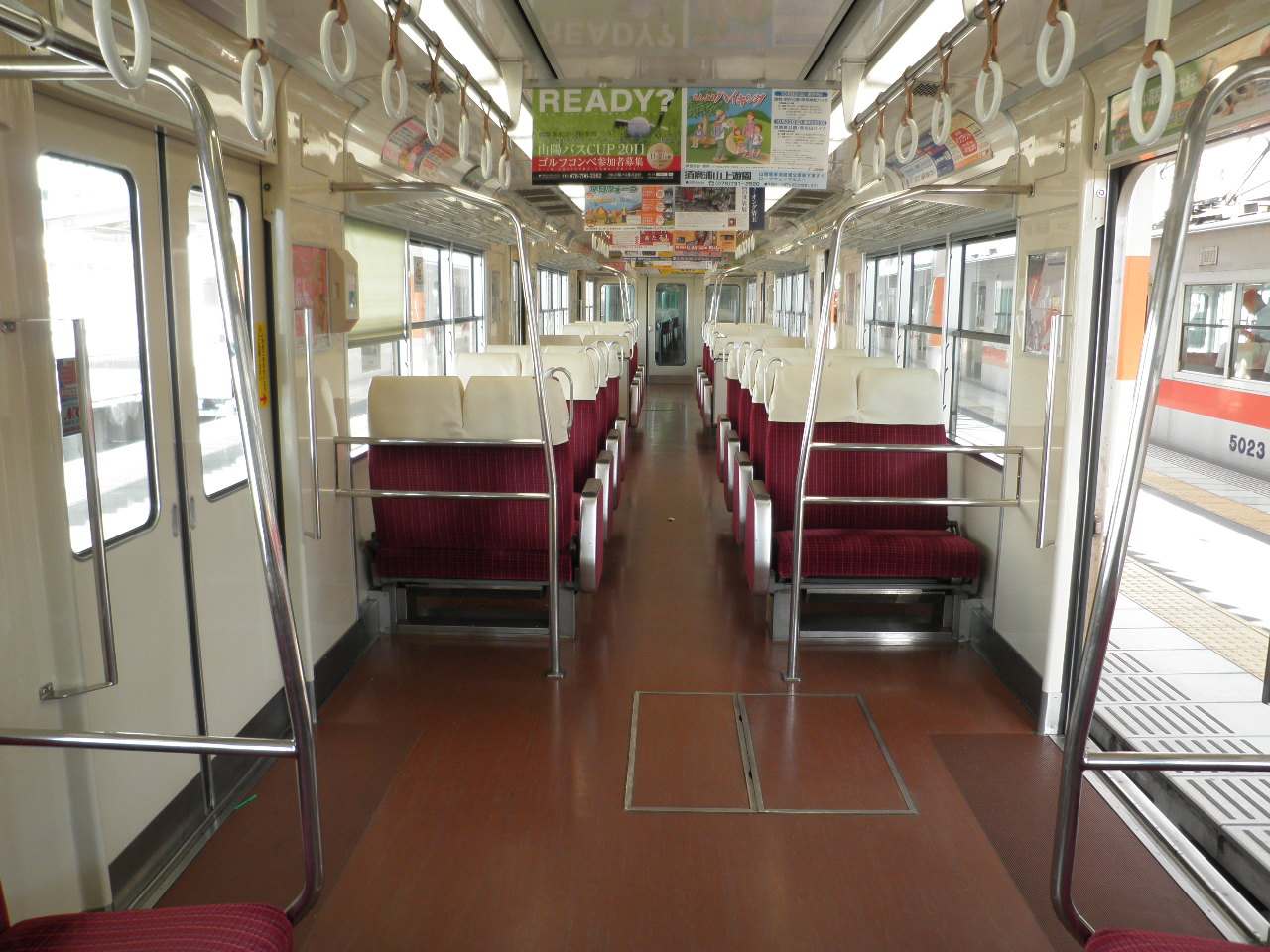
転換クロスシート車の車内

座席は、将来の3両編成2本を併結した6両編成での特急運用を見据えて、中央の扉を境に集団離反式としたバケットタイプの固定クロスシートが採用された。車端部にはラッシュ対策としてロングシートを配している。この座席配置は名古屋鉄道（名鉄）6000系が参考にされた。
クロスシート最前列の前には、乗降を円滑にするため、着席客と立席客を仕切るスタンションポールを兼ねたパイプが荷棚付近まで立ち上がっている。この仕切りパイプは、転換クロスシートに変更された5020編成以降、パネルクッション付の衝立に変更されている。
蛍光灯には3000系1次車以来、久々に樹脂製グローブが取り付けられた。化粧板は3066編成以降と同様に大型のFRP樹脂一体成型品を採用し、クロスシートサービスが乗客から不評であった場合でも、容易にロングシート化が可能な仕様としている。
冷房装置は、3050系で採用された集約分散式に代えて全車とも集中式のCU-71Sが搭載されている。
運転台は山陽初のデスク型を採用、マスコン・ブレーキはツーハンドルながら前後操作式に変更された。また、本系列より当時の直通運転先の阪急電鉄と同様に、運転台デスクにボタン式の電気笛が設置された（空気笛は従来と同様の足踏み式）。

### 主要機器
制御器は回生ブレーキ付きの界磁添加励磁制御を採用、主制御器は1C8M方式の富士電機KMC-301がM車に搭載された。この制御方式は当時の国鉄で省エネの切り札とされたもので、主電動機に直流直巻電動機が使用可能な利点があり、5000系では3000系と同じ主電動機の採用により共通化が図られた。
回生ブレーキが可能な方式として、他に界磁チョッパ制御やVVVFインバータ制御の採用も検討されたが、前者は複巻電動機を搭載する必要があり、後者は他社での本格的な採用例も少なく信頼性も十分でなかったうえ、当時の半導体価格の影響もあり費用対効果が薄いと判断されたことから、いずれも採用を見送られた。
主電動機は交換部品の統一と保守の共通化を重視し、3000系と共通の三菱電機MB-3020S（定格出力125 kW）を採用した。MB-3020Sは3000系増備時より数回のマイナーチェンジが行われており、5000系以降ではカーボンブラシを長尺化したMB-3020S4が採用された。
1次車には新品が搭載されたが、2次車以降の一部は2000系の廃車で発生したMB-3037（1時間定格出力110 kW）を3000形の3両編成に搭載して3200形へ改造し、玉突きで捻出されたMB-3020Sを流用して搭載している。この過程では、2300系の一部の主電動機のMB-3037への換装等が行われた。
駆動装置もWNドライブが継承され、歯車比も3000系と同一の82:15 (5.47) となった。
台車は、初期車は円筒案内式ダイレクトマウント空気ばねの川崎重工業KW-35B（Mc・M用）・KW-36B（T・Tc用）を装着した。3050系3066F以降で採用されたKW-35・36Aを設計変更したものである。5020編成以降の増備車では、新設計の軸梁式である川崎重工業KW-93（Mc・M用）・KW-94（T・Tc用）に変更された。
1986年8月竣工の5012編成では、当初は軸梁式ボルスタレス台車のKW-73（Mc・M用）・KW-74（T・Tc用）を装備して落成、約4年間の試用の後、5018編成（KW-35・KW-36A装備）との間で台車交換が行われた。5018編成は1991年の6両編成化の際にKW-93・KW-94が新製され、再交換が行われている。山陽電鉄では自社線山陽塩屋付近の急曲線通過性能などの事情から、ボルスタレス台車の正式採用は見送られた。
パンタグラフは、製造当初は在来車の廃車で余剰となったPK-55菱形パンタグラフが流用された。3050系と異なり集中式の冷房装置を採用したため屋上スペースに余裕があり、3000系以前と共通の菱形パンタグラフが使用可能となった。
ブレーキは山陽初となる電気指令式ブレーキのHRDA-1が採用され、引き通し線は4本の指令信号線と1本の空気配管という構成に変更された。
補助電源については冷房化以降の3000系および3050系の構成を踏襲し、3・4連組成時は5000形 (M'c) および5200形 (M') に120kVA級のGTOサイリスタ素子による富士電機製静止形インバータ（SIV）と蓄電池を、5600形に予備として6kVAのMG-303電動発電機（MG）を搭載し、空気圧縮機は直流電源駆動のHS-20-Fを5000形 (M'c) と5600形 (Tc) に搭載する。
5000系のみの6両編成については、電動車ユニットが編成中に2組存在し、補助電源装置もそれぞれに搭載されており、いずれか一方が故障しても運転続行が可能となるため、6両編成化時に一部の5600形のMGを撤去している。
本系列の後継である5030系の5230・5250形には補助電源装置が搭載されていないため、5030系を組み込んで6両編成化された5004・5006・5008・5010編成および直通特急予備の5000編成については、MGを5030系5630形と同じ出力170kVAのIGBT素子の静止形インバータ（富士電機CDA963）に交換している。

## 車種構成
本系列は登場時点において以下の5形式6車種で構成される。
- クモハ5000形5000・5002・5004・5006・5008・5010・5012・5014・5016・5018・5020・5022
  - 神戸方に運転台を備える制御電動車 (M'c) 。5000 - 5001、5002 - 5003の順でそれぞれ連番となるモハ5000形とMM'ユニットを組む。GTOサイリスタによる静止形インバータ (SIV) や蓄電池、空気圧縮機 (CP) などの補機類を集約搭載する。
- モハ5000形5001・5003・5005・5007・5009・5011・5013・5015・5017・5019・5021・5023
  - 中間電動車 (M) 。クモハ5000形とMM'ユニットを組み、主制御器やパンタグラフを集約搭載する。
- モハ5200形5200・5202・5204・5206・5208・5210
  - 中間電動車 (M') 。モハ5200形奇数番号車とMM'ユニットを組み、SIVや蓄電池などの補機類を集約搭載するが、機器構成の近いクモハ5000形とは異なりCPは搭載しない。
- モハ5200形5201・5203・5205・5207・5209・5211
  - 機器仕様はモハ5000形と同一の中間電動車 (M) 。主制御器やパンタグラフを集約搭載する。クモハ5000・モハ5000形の場合と同様、5200 - 5201、5202 - 5203の順でそれぞれ連番となる偶数番号を割り振られたモハ5200形 (M') とMM'ユニットを組む。
- クハ5600形5600 - 5611
  - 姫路方に運転台を備える制御車 (Tc) 。基本的にはCPと電動発電機 (MG) を搭載するが、5609 - 5611はMGを搭載しない。
- サハ5500形5500 - 5511
  - 付随車 (T) 。補機類を一切搭載しない。

なお、5200形は中間電動車のみでMM'ユニットを構成するが、これは山陽では初の事例である。

5000系
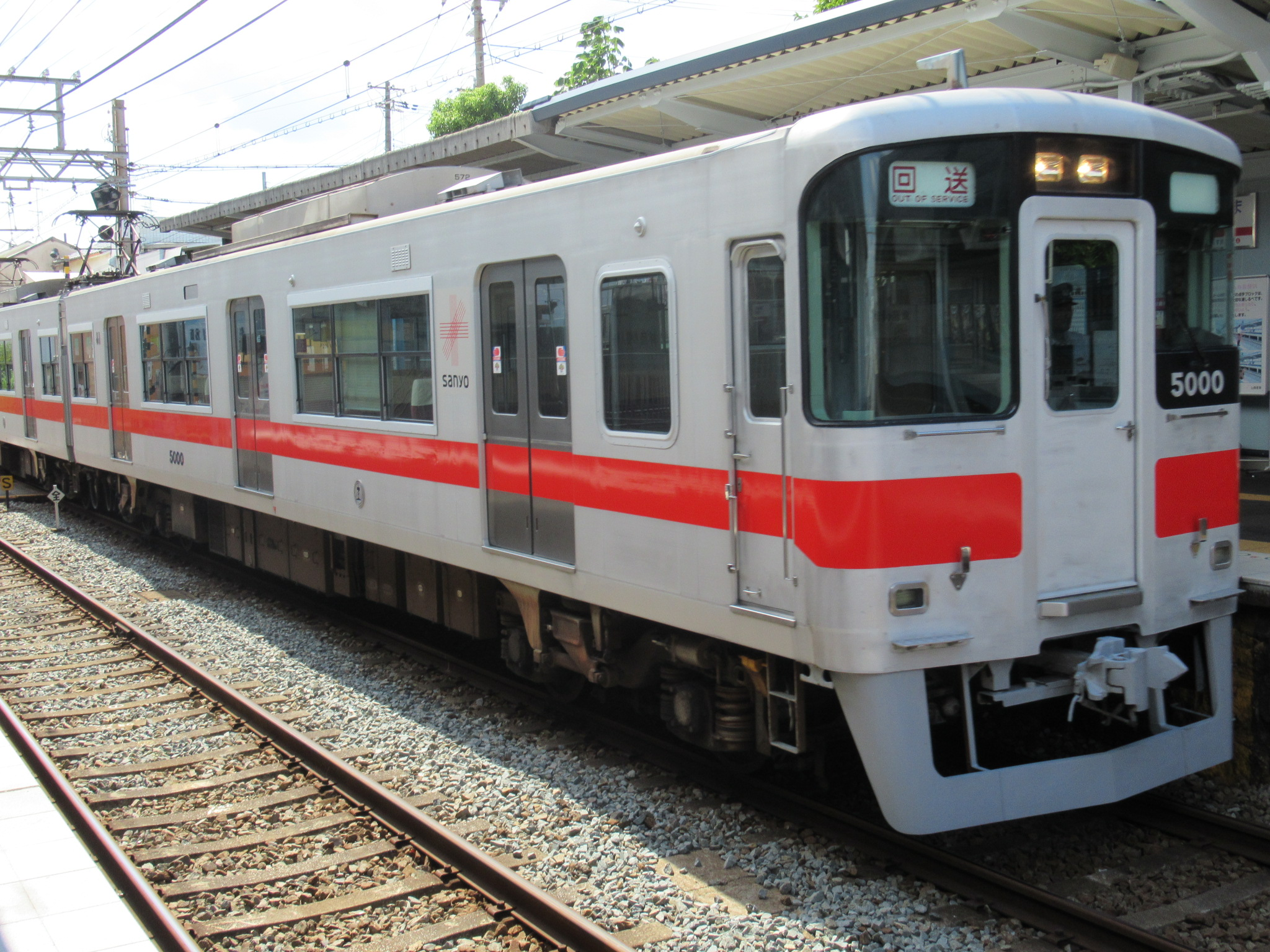
5000形(偶数) 5000(1次車)
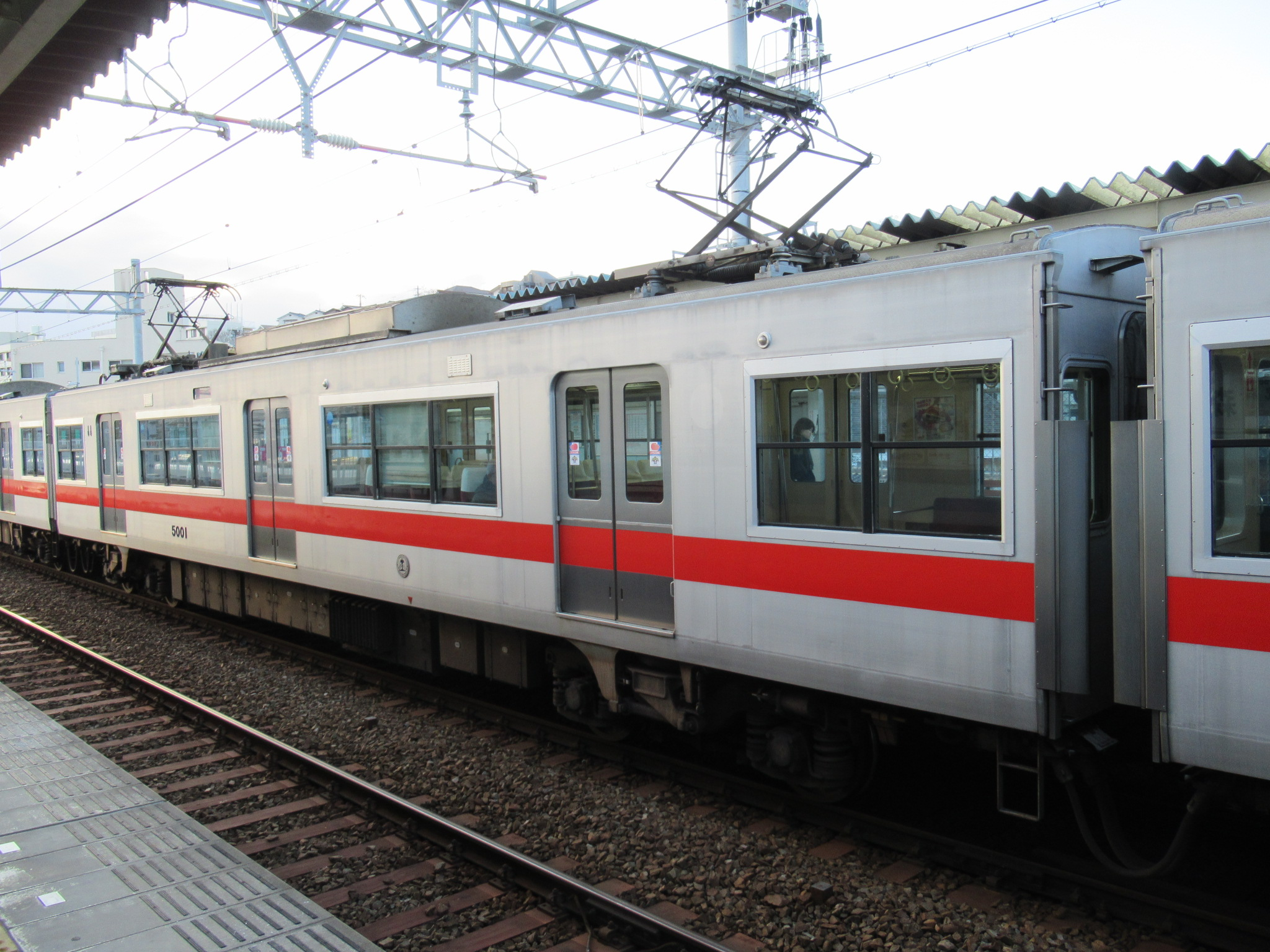
5000形(奇数) 5001(1次車)
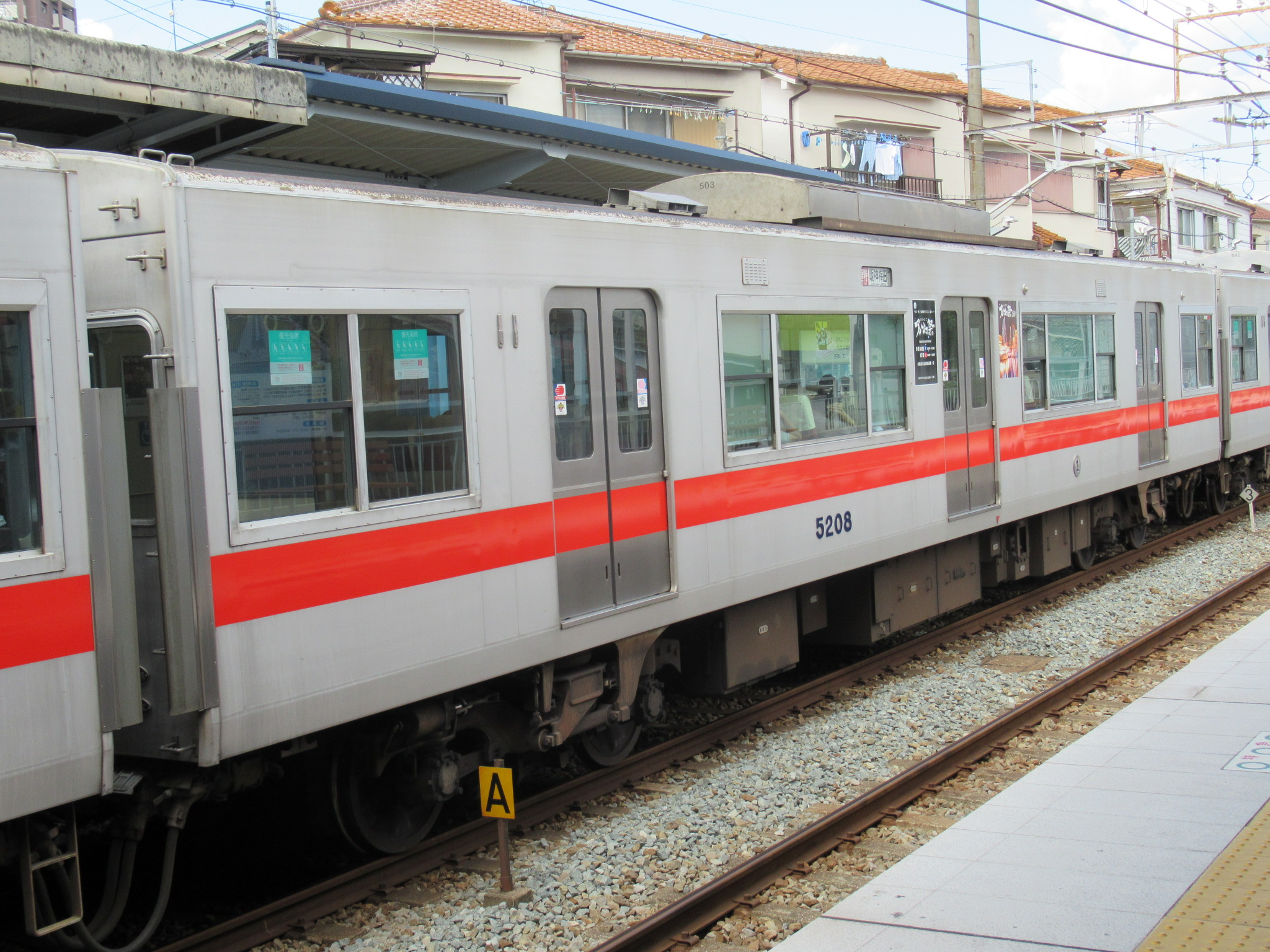
5200形(偶数) 5208(5次車)
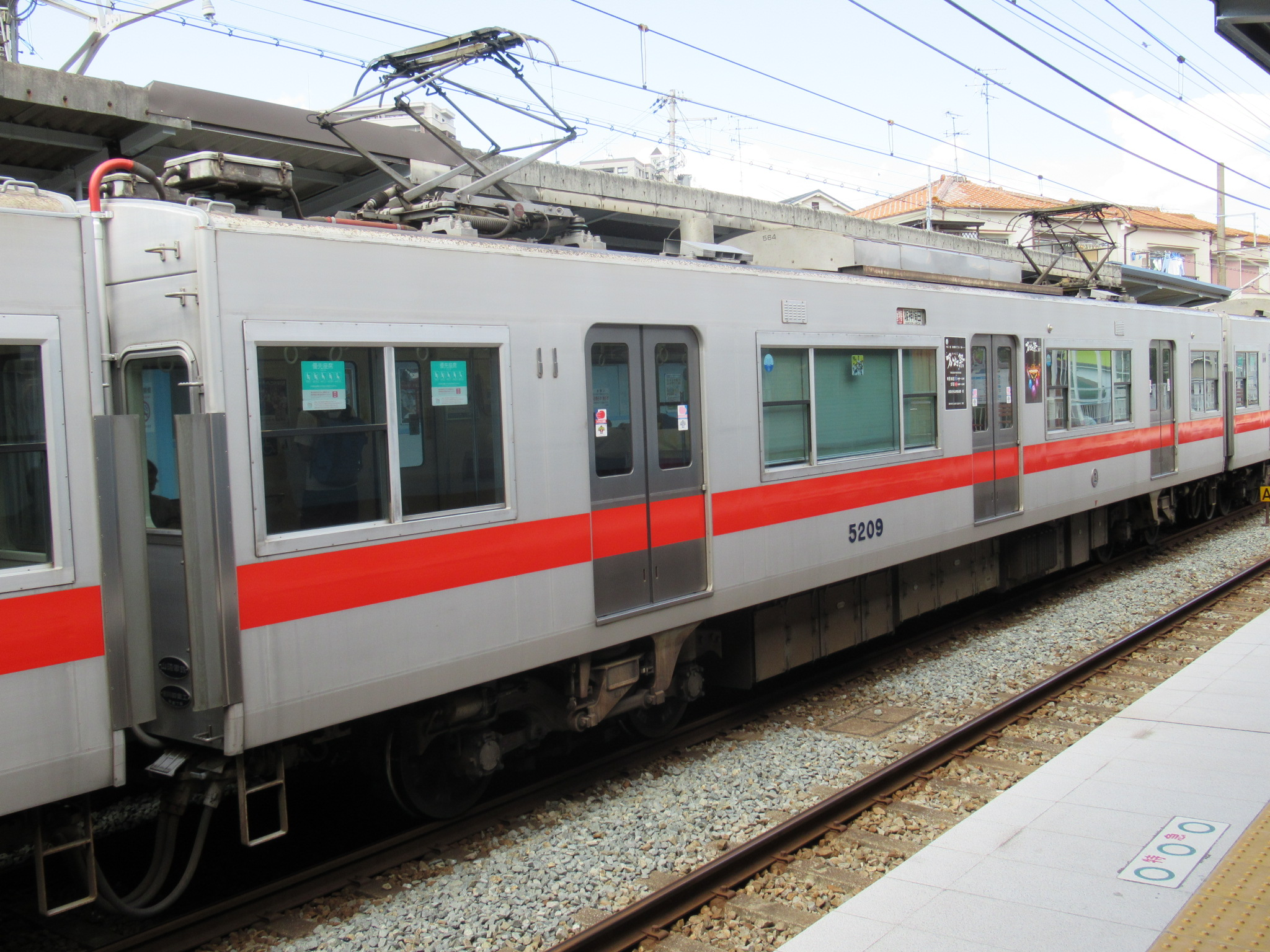
5200形(奇数) 5209(5次車)
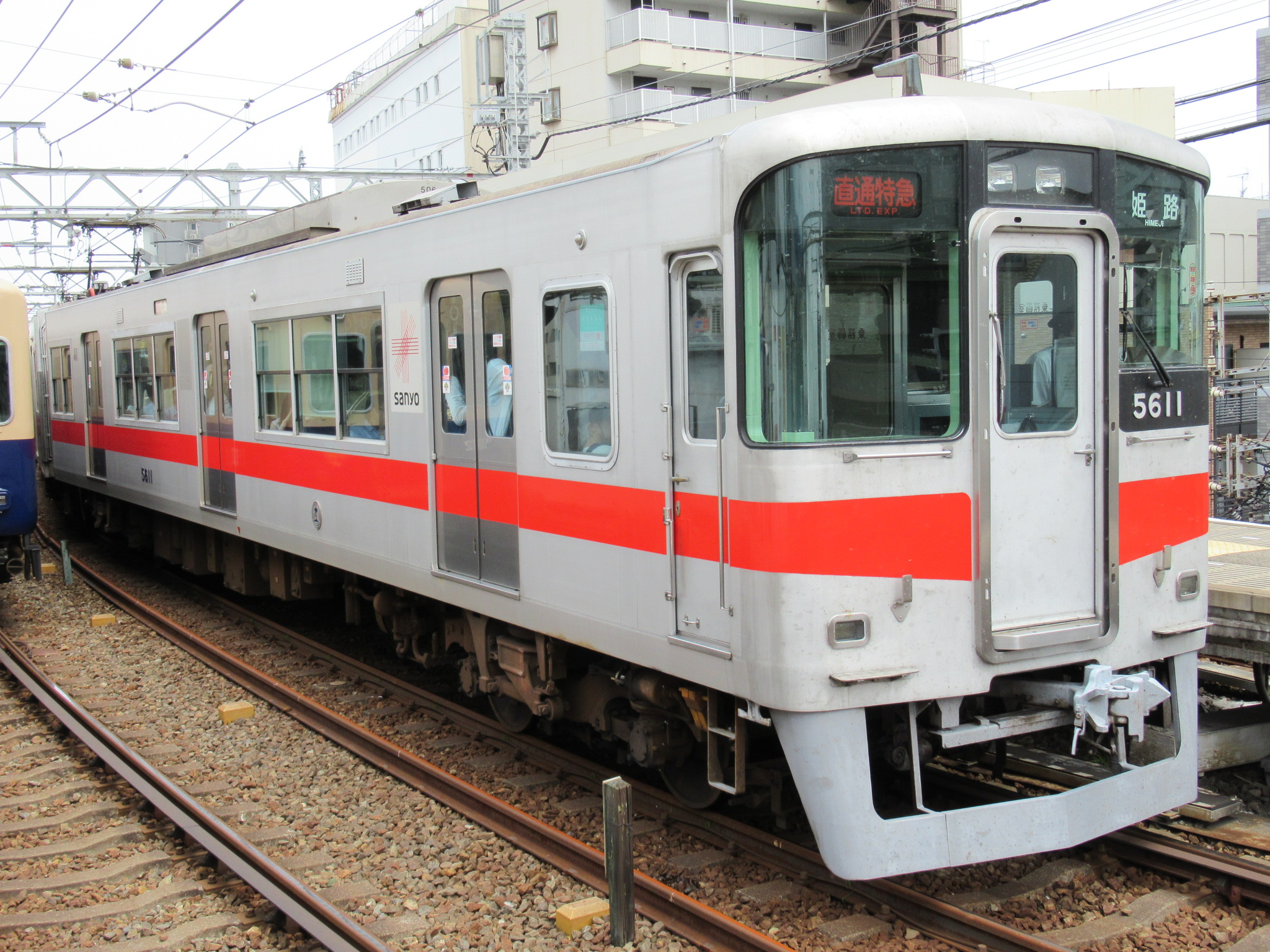
5600形 5611(3次車)
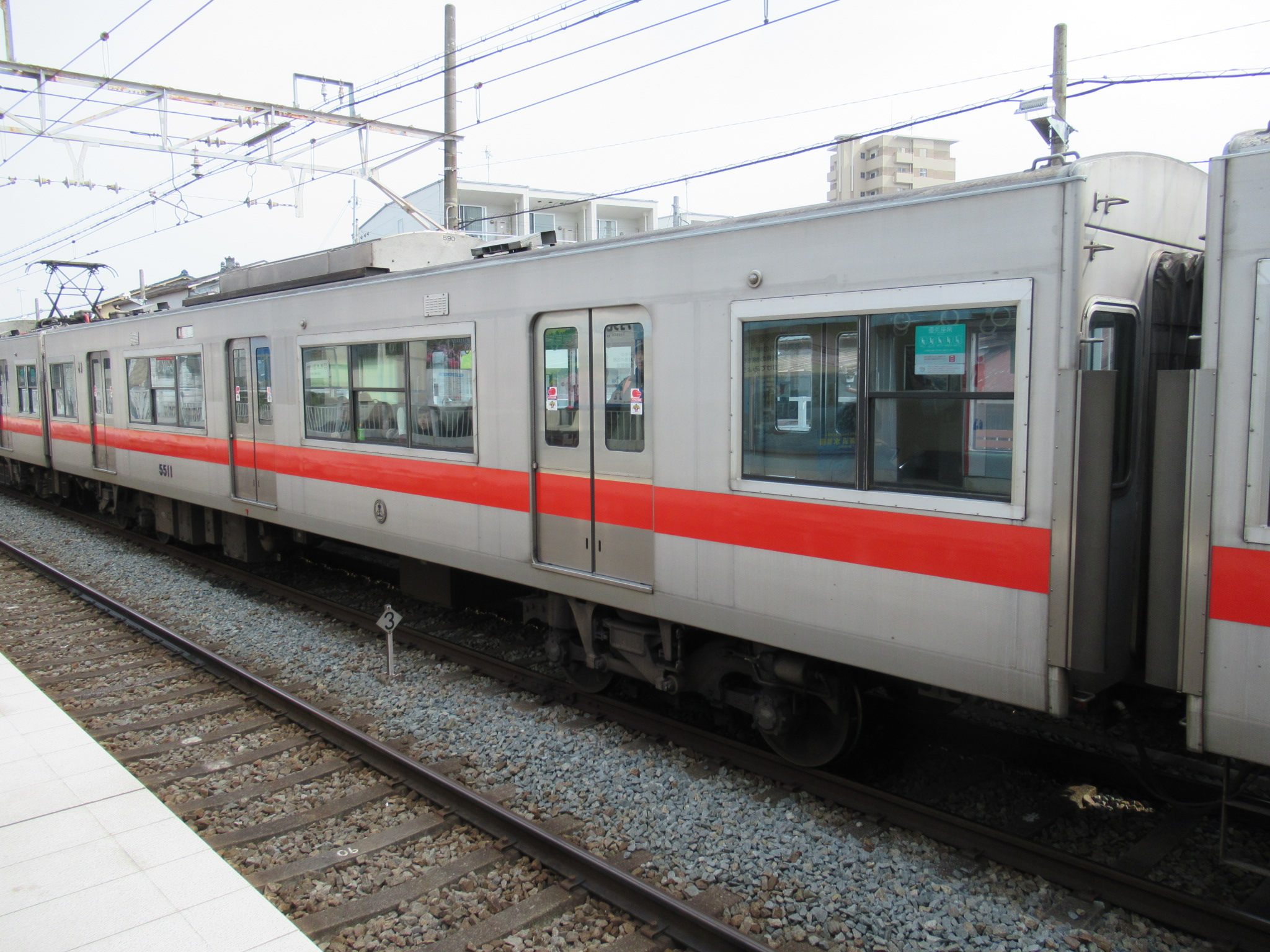
5500形 5511(4次車)

## 編成
本系列は当初、神戸方から5000形 (M'c)  - 5000形 (M)  - 5600形 (Tc) の3両編成で普通列車として運用を開始したが、優等列車主体の運用にシフトしていったことから、順次4両・6両編成化が行われることとなり、新形式の中間車が追加されている。3両編成2本を連結した6両編成での運用は一時的なものとなり、1993年の5510・5511の増備により、本系列はすべて4・6両固定編成化されている。
5004・5006・5008・5010編成には、6両編成化にあたり後継の5030系5230形 (M2) ・5250形 (M3) が4両ずつ新造されて組み込まれている。
| 5000 | 5000 | 5600 |
| M'c  | M    | Tc   |

| 5000 | 5000 | 5500 | 5600 |
| M'c  | M    | T    | Tc   |

| 5000 | 5000 | 5600 | 5000 | 5000 | 5600 |
| M'c  | M    | Tc   | M'c  | M    | Tc   |

| 5000 | 5000 | 5500 | 5200 | 5200 | 5600 |
| M'c  | M    | T    | M'   | M    | Tc   |

| 5000 | 5000 | 5500 | 5230 | 5250 | 5600 |
| M'c  | M    | T    | M2   | M3   | Tc   |

## 個別分類

### 1次車

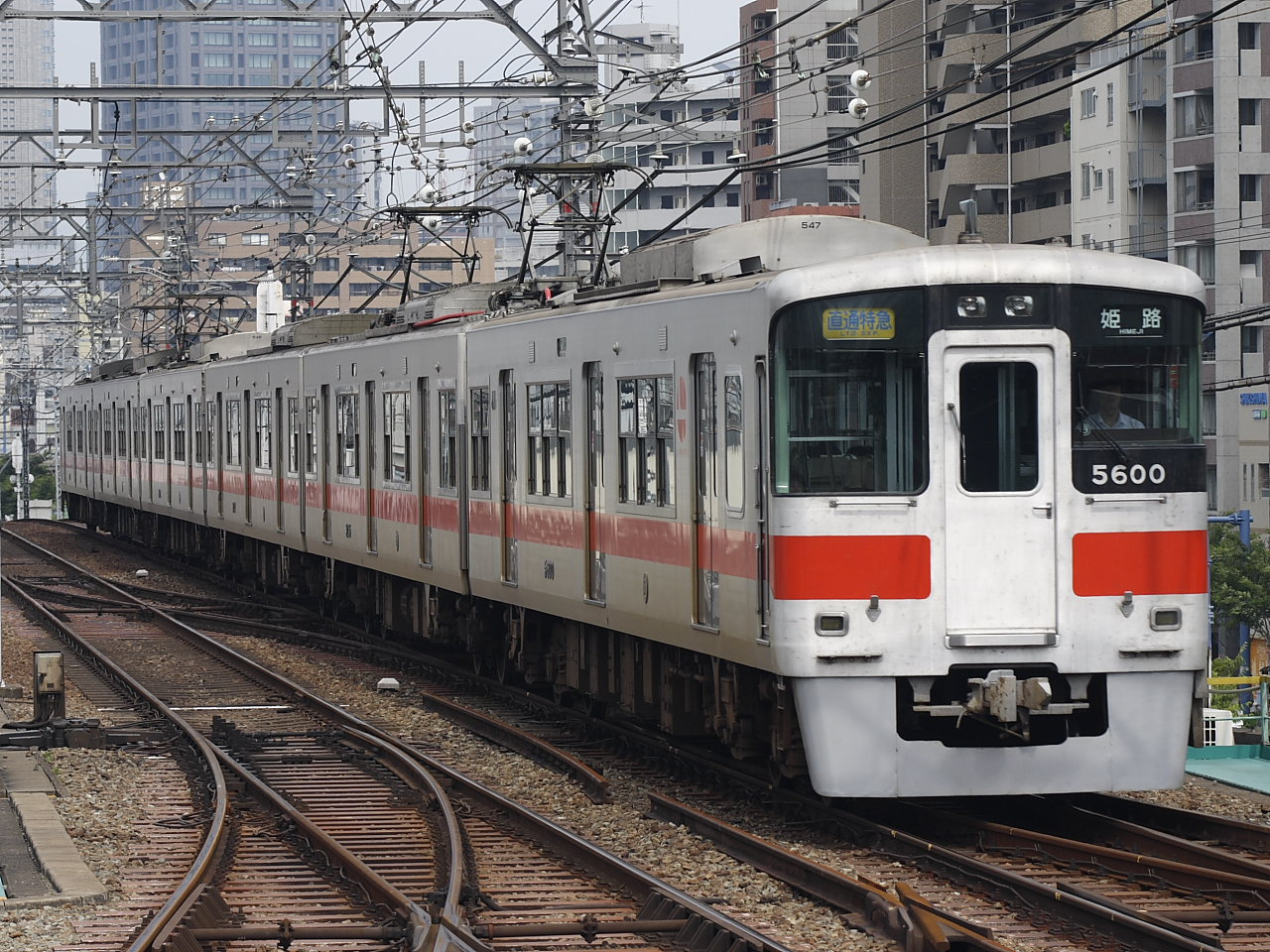
1次車・5000編成（スカート更新前）

旧性能車の全面置き換えのため、1986年6月から8月にかけて3両編成7本の21両が一挙に製造された。
- 5000-5001-5600 (1986年6月17日竣工)
- 5002-5003-5601 (1986年6月24日竣工)
- 5004-5005-5602 (1986年6月26日竣工)
- 5006-5007-5603 (1986年7月4日竣工)
- 5008-5009-5604 (1986年7月8日竣工)
- 5010-5011-5605 (1986年7月16日竣工)
- 5012-5013-5606 (1986年8月16日竣工)

クロスシートのモケットは、先頭車が座面中央部がブラウン・左右がオレンジ、中間車は中央部がマルーン・左右がカーマインレッドであった。登場時市販されていた下敷きには、これら座席モケットの色調と、ロマンスシート（2人掛け座席）をかけあわせた「マロンシートカー」の愛称とともに、「普通車でデビュー」の記載がみられる。
5000編成のみ、窓枠が黒色に塗装されている。なお2020年より、5002編成の側面案内表示機がLED式に改造、代わりに5010編成が字幕式に変更されている。
スカートは、当初連結器部分のみが切り欠かれていたが、5004編成が2012年2月の定期検査時に切り欠きを3次車同様に拡大する改造を受けた。これ以外の車両も定期検査時に順次同様の改造が行われ、2013年2月までに全編成が改造された。

### 2次車

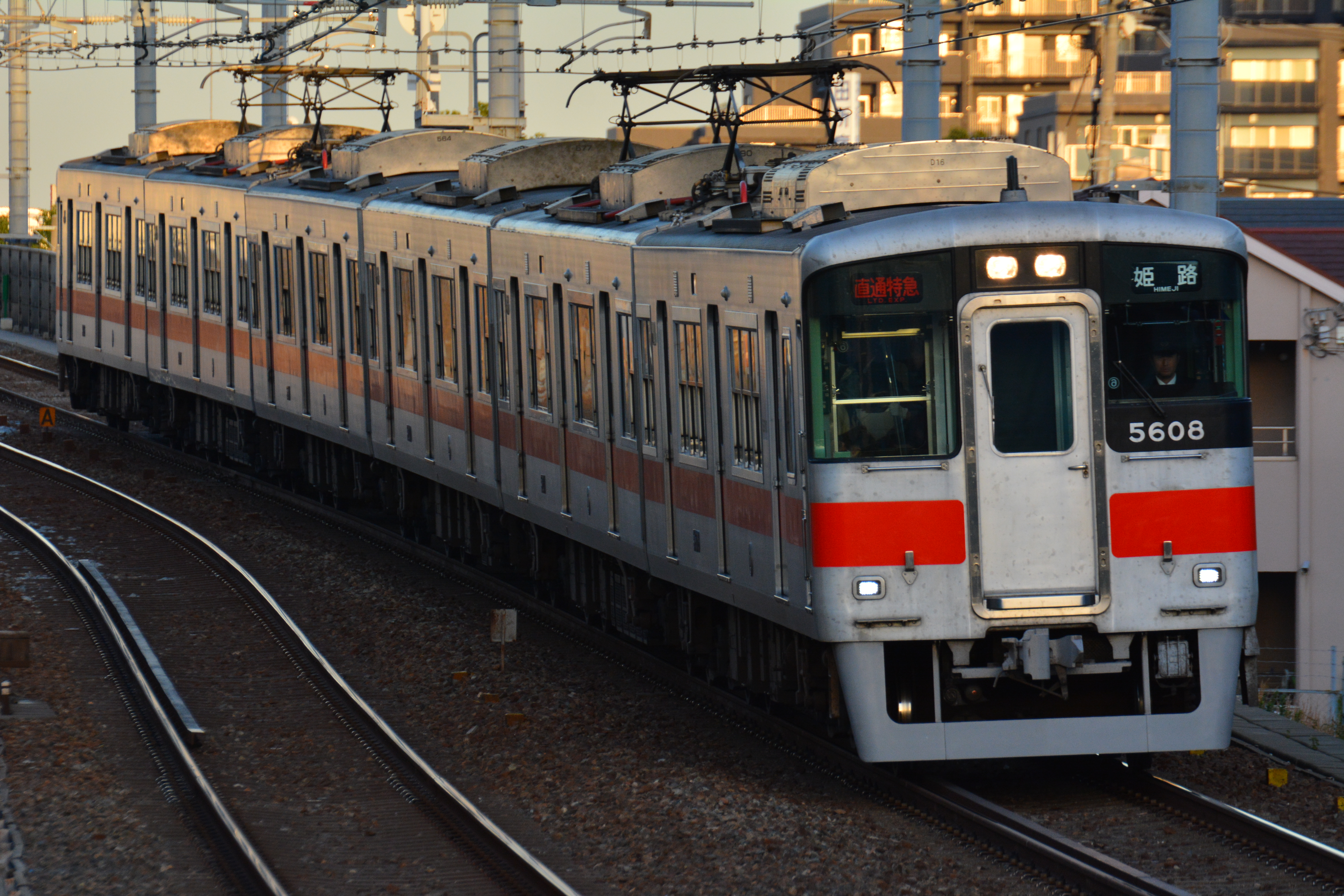
2次車・5016編成

導入経緯から普通列車として運用されていた本系列であったが、乗客から「特急に使用してほしい」との要望が多数寄せられた。これに対応するため、1988年5月から1989年7月にかけて3両編成3本（9両）と付随車4両の合計13両が製造された。
- 5014-5015-5607 (1988年12月4日竣工)
- 5016-5017-5608 (1989年7月9日竣工)
- 5018-5019-5609 (1989年7月16日竣工)
- 5500 (1988年5月27日竣工)
- 5501 (1988年5月27日竣工)
- 5502 (1989年5月26日竣工)
- 5503 (1989年5月27日竣工)

6両編成化を待たずに前倒しで特急運用に充当することとなり、付随車1両を増結して4両編成化が行われ、1988年5月に5500形5500・5501の2両が、翌1989年5月には5502・5503の2両が製造された。また、2000系は冷房化を行わずに廃車とする方針が決定し、1988年から翌1989年にかけて上記の3両編成3本が製造され、2000系2008・2010・2014編成の3編成を代替、2000系は形式消滅した。
1次車からの変更点として、クロスシートの背面を化粧板仕上げに変更したほか、スカートの形状変更（浜（海）側の96芯ジャンパ連結器部分に切り欠きを設ける）が行われている。また、最初に登場した5500・5501は1次車と同じく妻面の雨樋がステンレス製で、5014 - 5016編成と5502・5503はこれがアルミ製に変更されている。
6両編成での運用が開始されると、5000形 (M'c) および5600形について前面貫通扉に幌枠が、前面山側床下に空気管コックがそれぞれ装着され、スカートは切り欠きが山側にも拡大し3次車に似た形態となった。その後2008年に5018編成のスカートの切り欠きが再度拡大され、2011年までに5014編成・5016編成も同様の改造がなされた。
5500のみは窓枠が黒色に塗装されており、側面行先表示器もLED式に改造されている。5501については、一時的に山側の側面行先表示器がLED式に改造されていたが、のちに字幕式に戻されている。なお5501についても2020年よりLED式に改造されている。

### 3次車

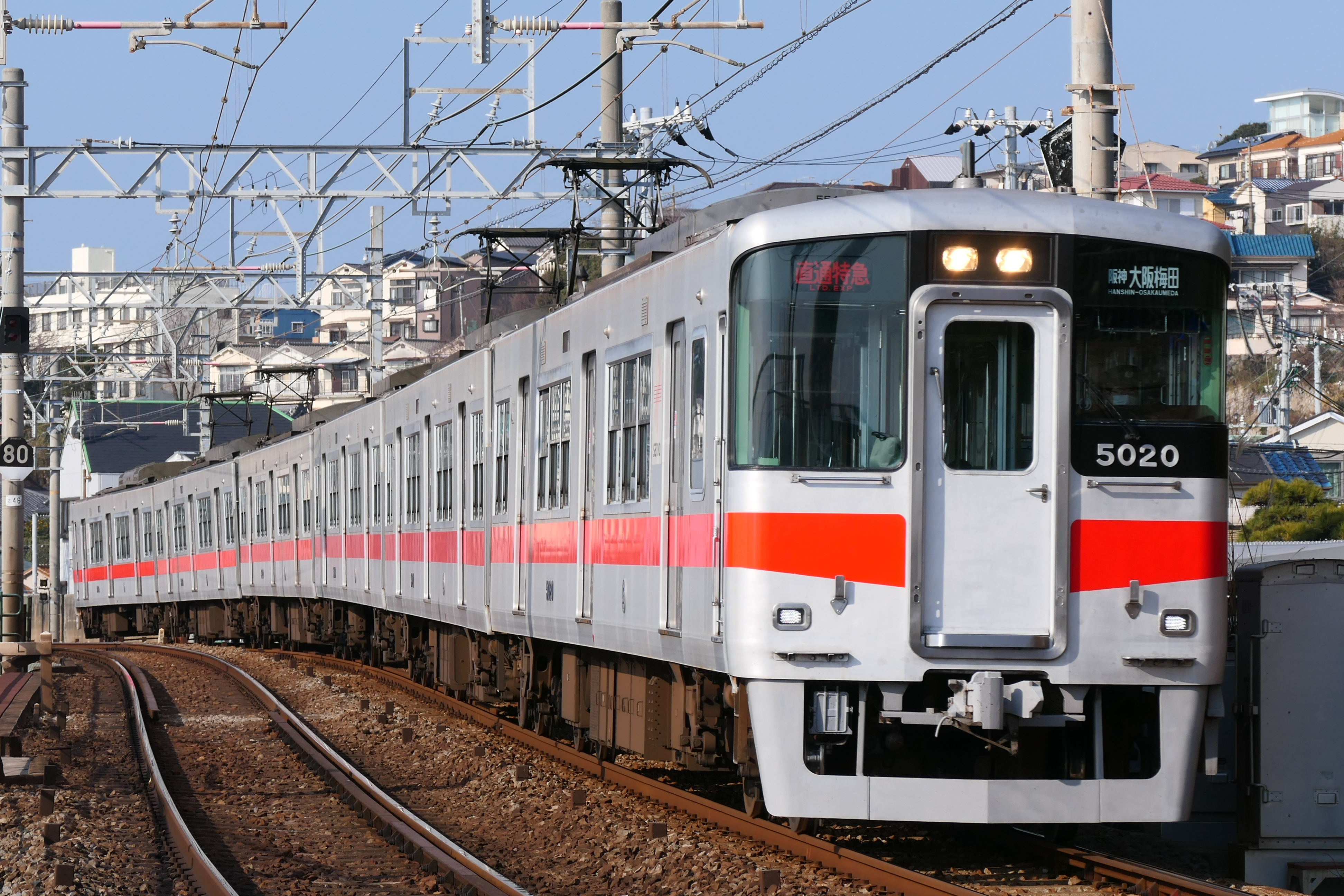
3次車・5020編成

特急の一部6両編成運転開始に備え、1990年から翌1991年にかけて18両が製造された。5200形は山陽で初の中間電動車によるMM'ユニットである。
- 5020-5021-5504-5610 (1990年6月13日竣工)
- 5022-5023-5505-5611 (1990年6月16日竣工)
- 5507-5200-5201 (1990年12月17日竣工)
- 5508-5202-5203 (1991年3月1日竣工)
- 5509-5204-5205 (1991年3月7日竣工)
- 5506 (1990年12月29日竣工)

座席は乗務員室で一斉転換可能な自動転換クロスシートに変更され、必ず進行方向を向いてクロスシートに着席可能となった。シートモケットの色はワインレッドとなり、クロスシート部と扉部の仕切にはパネルクッション付の衝立が、車端ロングシート部にはモケット張りの袖仕切が設けられた。台車は新たに軸梁式のKW-93・94が採用され、乗り心地の向上が図られている。また、乗降扉のドアエンジンが改良された。
このほか、側帯から前面警戒帯にかけてのラインがV字状に変更されたほか、前面貫通扉の幌枠と前面山側床下の空気管コックが当初から設置され、スカートもジャンパ連結器と空気管コック双方の切り欠きを設けた形態となった。なお、その後の増備で全編成が4両編成以上となり、本系列3両編成2本併結による6両編成運用の可能性がなくなったため、前面の空気管コックは2次車・3次車とも後に撤去されている。
1991年3月までに5018・5020・5022編成の3編成が6両編成化されたほか、同時に製造された5506を5012編成に組み込むとともに当初5020編成・5022編成に組み込まれていた5504・5505をそれぞれ5008編成・5010編成に編入して、下一桁の番号が揃った形で4両編成化された。このとき3両編成のまま残った5014編成と5016編成は、2編成を併結した6両編成として運用された。
特急停車駅のうち、大塩駅上り、飾磨駅下りホームの有効長は最大4両編成分しかなかったため、各編成には2両分のドアカット機能が設けられた。1998年の直通特急の運転開始に合わせて、飾磨駅ではホームが6両対応に延伸されてドアカットが解消され、大塩駅では5両対応化されてドアカットは1両のみとなった。なお、大塩駅のドアカットはホーム延伸により、2022年2月28日を最後に解消されている。

### 4次車
3両編成で残っていた5014・5016編成を4両編成化するため、1993年に5510・5511の2両が製造された。
- 5510 (1993年11月29日竣工)
- 5511 (1993年11月30日竣工)

側窓は扉間の3連窓の中央部と車端部の2連窓の妻寄りは従来の2段窓で、それ以外の窓は一枚式の固定窓となった。また、外枠の縦桟と下枠の一部がつや消し黒に着色されている。客室は山陽電鉄で初めて車椅子スペースを姫路方山側のロングシート部分を短縮して設置した。
台車も3次車と同じKW-94であるが、ばね下重量の低減のために波打車輪を初めて採用、3000系を含む他車にも新造・交換の際に波及している。

### 5次車
5012 - 5016編成の3本を6両編成化するため、1995年に中間電動車ユニットの5200形5206 - 5211の6両が製造された。阪神・淡路大震災のため、予定より数ヶ月遅れて入線している。
- 5206-5207 (1995年6月1日竣工)
- 5208-5209 (1995年6月5日竣工)
- 5210-5211 (1995年6月9日竣工)

4次車をベースに製造されたが、3連窓は中央が固定窓、両端が2段窓となったほか、中央窓は視界の向上のために幅1,500 mmに拡大され、日よけにはフリーストップ式カーテンが導入された。この他、優先座席部のモケットが緑色に変更、窓枠の黒色着色が中止されている。
なお、このグループが本系列の最終増備車となった。

## 改造

### 転換クロスシート設置工事
6両編成運転の開始後、4次車として5500形5510・5511が1993年11月に増備されたが、これらが竣工する直前の同年9月に5016編成と5018編成のうち5016 - 5019・5608・5609の計6両の固定式クロスシートが転換式クロスシートに交換された。
この6両から取り外された固定式クロスシートは3076編成・3078編成のクロスシート化に活用され、6両編成の検査入場時や事故時などに3両編成併結の6両編成として運用された。5次車登場直前の1995年3月には5014編成に対しても転換式クロスシートへの改造を実施、発生した座席は3074編成のクロスシート化に活用されている。

### 直通特急対応工事
1998年の直通特急運転開始に合わせて、5000系に直通特急運用への対応工事が施された。
阪神と山陽で異なる連結器（山陽は密着自動式、阪神はバンドン式）を非常時に連結するため、偏差アダプターが5500形の床下に搭載された。また、運転台マスコンハンドルのデッドマン装置解除機能の追加、列車種類選別装置や車掌台側への補助標識受の設置も行われた。なお、5000系では4両編成2本（5000・5002編成）にも検査・事故時の予備車として6両編成車と同様の対応工事が実施されている。
2001年3月のダイヤ改正による直通特急の大幅増発に先立ち、クロスシート車の6両編成を増備した。4両編成の5000系4編成に5030系中間車2両を増備して組み込み、山陽の乗り入れ対応車は5000系単独車が6編成36両、5000系と5030系の混結車が4編成24両、5030系単独車が2編成12両の計72両となった。
5000系4両編成への5030系混結対応は5004・5006・5008・5010編成の4本と予備編成となる5000編成の計5本に対して行われ、補助電源装置や空気圧縮機などの置き換え等を行っている。
5030系は5000系との混結が可能であり、5000系の編成へ5030系車両を増結して6連化する計画は1999年度から存在した。2001年3月ダイヤ改正での直通特急増発による所要車両増をきっかけに増結が実行に移されることとなった。

### 集電装置換装
2007年から2016年4月にかけて、5000形・5200形奇数車の集電装置が下枠交差式PK-80に換装された。

### ロングシート化
阪神本線内において、駅改札位置の関係で阪神梅田方先頭車が特に混雑する傾向があることから、ラッシュ時や阪神甲子園球場での野球・イベント開催時の混雑緩和および乗降円滑化のため、2014年度から2015年度にかけて、通常4両編成の5000編成・5002編成を除く6両編成10本の阪神梅田方先頭車（M'c5000形）の座席がオールロングシートに改造された。あわせてつり革の増設やスタンションポール、大型袖仕切りの設置を行い、安全性を高めている。

### リニューアル

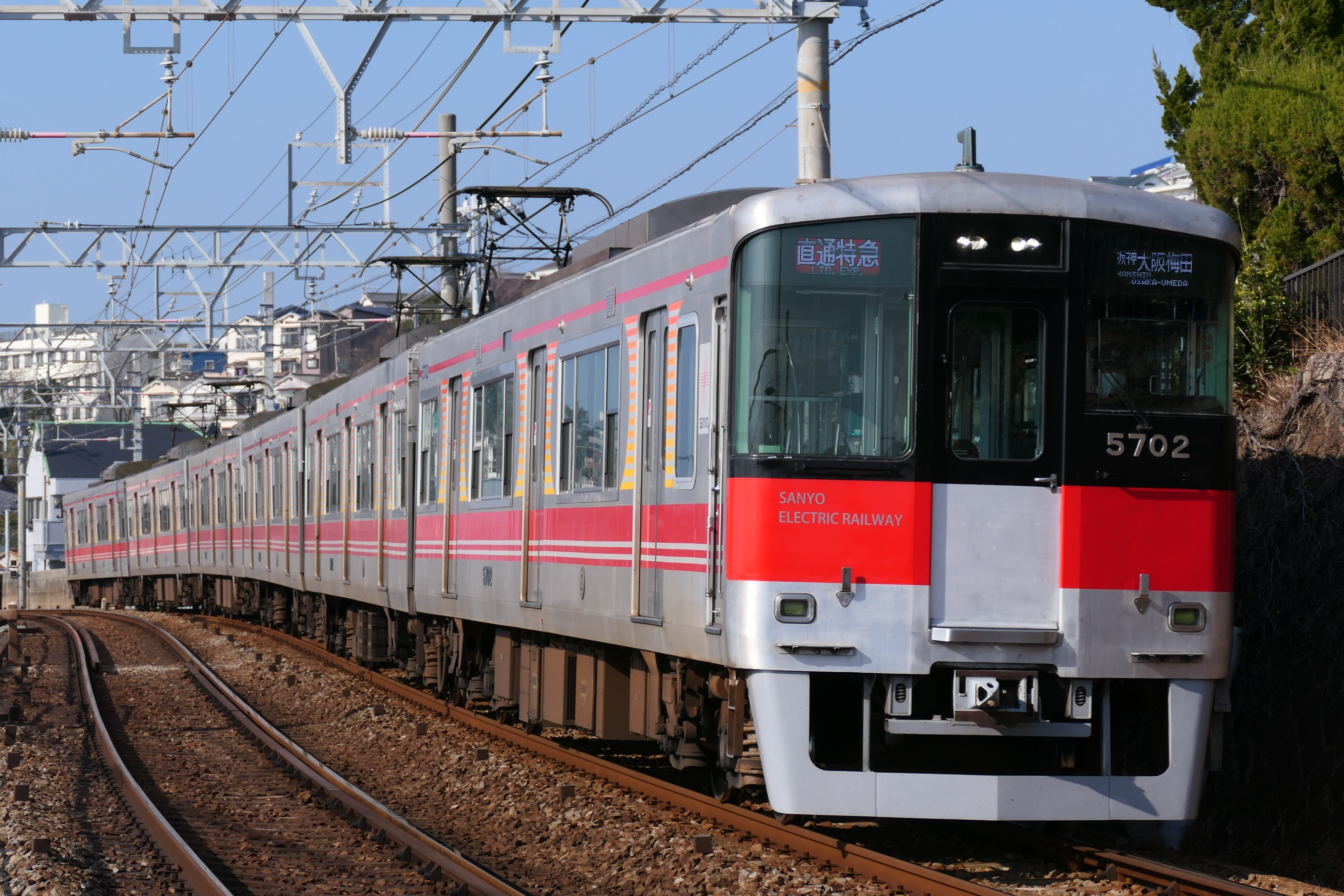
リニューアル車（5702F）
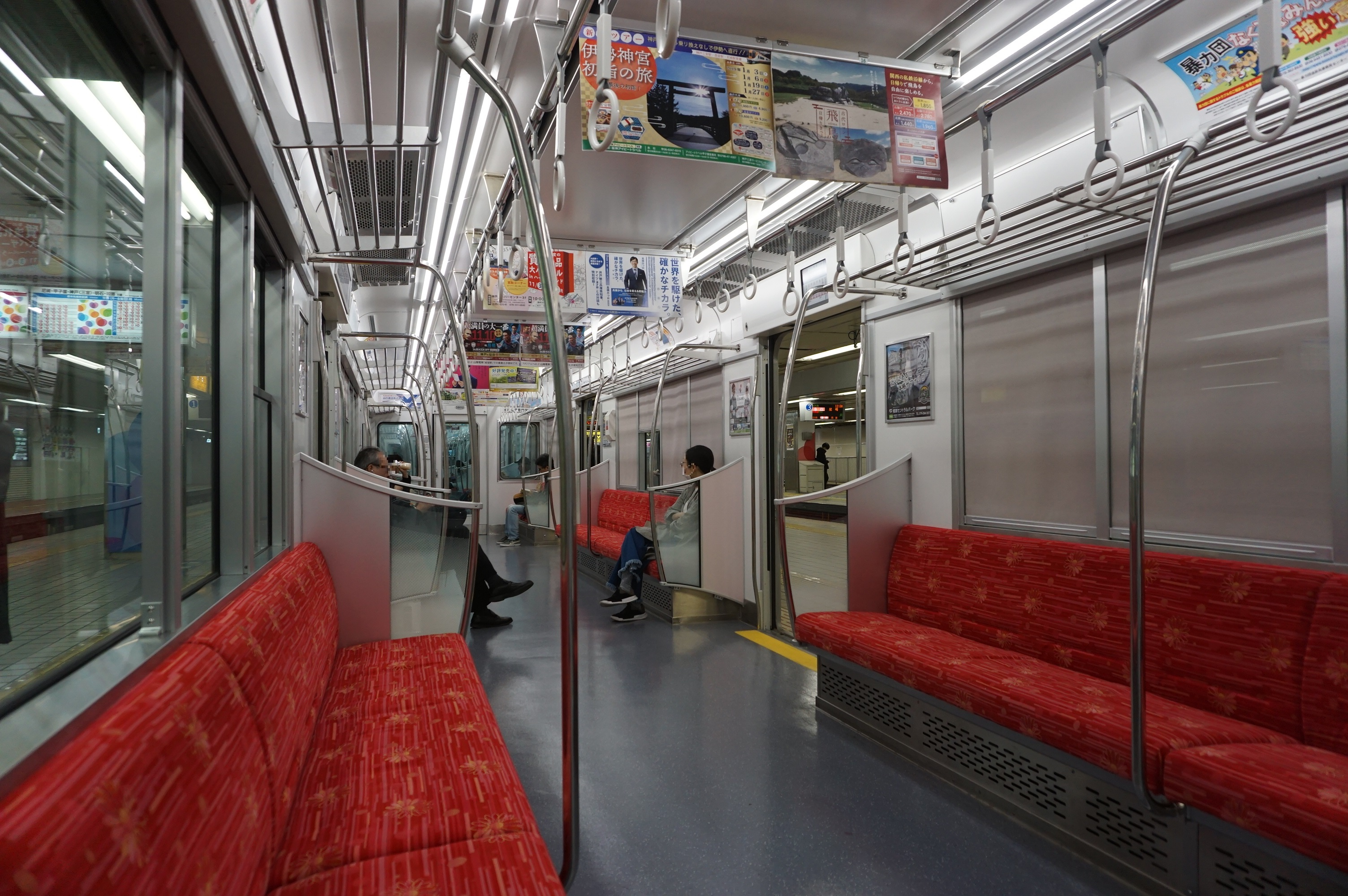
ロングシートに改造された5802号車（旧5005号車）の車内
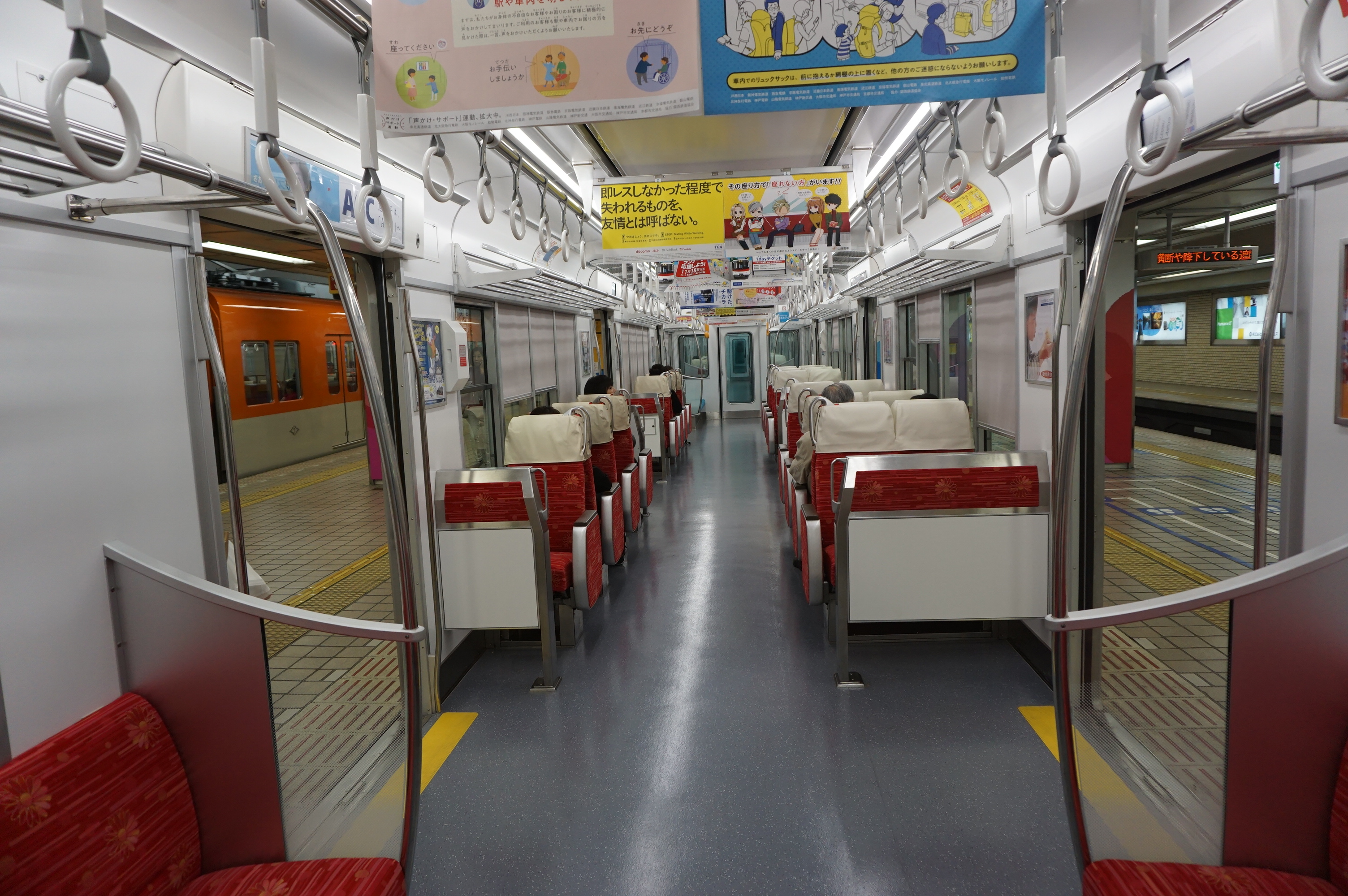
セミクロスシート車（5502号車）の車内

2018年より、本系列のリニューアル工事が開始され、同年中に5004編成の6両に施行された。5004・5005はVVVFインバータ制御化（後述）に伴い5702・5802に改番され、5702は電装解除されて付随車となった。中間の5030系5235・5252のVVVF装置の更新は行われていない。
リニューアルされた5702編成は、2018年9月21日ごろから試運転を実施し、2018年10月30日より営業運転を開始した。
前面及び側面表示器が6000系と同様のフルカラーLED方式のものに取り替えられ、車両番号は側面下部に加え連結面寄りの上部にも表記された。内装は6000系に準じたスタイルに改装され、座席は5502・5235の2両が2列+1列配置のセミクロスシート、残り4両はロングシートとなった。
制御装置は界磁添加励磁制御から山陽電鉄で初採用となるSiCハイブリッドモジュールを用いた富士電機製の2レベルVVVFインバータ制御装置（形式：CDA171）に変更された。同社製のSiC-SBDとSi-IGBTを組み合わせた定格3.3kV/1200AのSiCハイブリッドモジュールを採用することで低損失化を図り、従来の界磁添加励磁制御に比べ消費電力を約25%削減した。走行風冷却方式によりヒートパイプを不要化することで、これらより従来品と比較して体積で64％小型化し、質量で45％軽量化したほか、速度センサレスベクトル制御を採用することで、外付け速度センサを不要とし信頼性を向上させた。主電動機も6000系に準じた三菱電機製全密閉外扇式MB-5158A型に換装され、高速走行時の騒音は大幅に低減された。このほか、5702（旧5004）は空気圧縮機を低騒音化が図られたSL22型に換装している。
2019年度より、阪神尼崎車庫にて5006編成がリニューアルを受け、5703編成として2020年度内に出場予定であったが、車庫内で脱線事故を起こしたため、工事完了が2022年度に延期となった。その後、梅田・西代方の5703・5803・5503・5237の4両は修復を断念し、2022年3月31日付けで廃車となり、残った姫路方の5253・5603の2両は、5008編成の大阪片4両と組みリニューアルを施工し、2025年4月10日に運用復帰した。なお、5008編成の姫路方の5254・5604は休車となっている。
リニューアル前後の番号・車種対照は以下のとおりである。
|                | ← 神戸姫路 → |      |      |      |      |      |
| リニューアル前 | M'c          | M    | T    | M    | M    | Tc   |
| リニューアル前 | 5004         | 5005 | 5502 | 5235 | 5252 | 5602 |
| リニューアル後 | Tc           | M    | T    | M    | M    | Tc   |
| リニューアル後 | 5702         | 5802 | 5502 | 5235 | 5252 | 5602 |

## 阪神・淡路大震災
1995年1月17日に発生した阪神・淡路大震災では、山陽須磨駅で5016編成が、神戸高速鉄道の大開駅東側で5022編成が被災した。
5022編成は上り阪急三宮行き特急として神戸高速鉄道大開駅付近を走行中で、トンネルが崩落した大開駅を間一髪のところで通過していたものの、5022・5023号車が脱線（全車軸のうち3軸が脱線）したほか、架線破断のため4基すべてのパンタグラフが破損して、同駅東側に停止した。車体に大きな被害はなく、脱線復旧後は新開地駅に引き上げられ、地下線内の狭いスペースの中で検査とパンタグラフの換装が実施された。
山陽須磨駅に停車していた5016編成は、揺れのためにホームと車体が接触し、損傷を受けている。山陽須磨駅付近の線路も被害を受け走行不能となっており、須磨寺 - 山陽須磨間の復旧が完了した4月8日（営業運行再開の前日）にようやく東須磨車庫へ収容された。
このほか、5018編成が新開地駅に取り残されており、高速神戸駅に取り残されていた3070編成とともに、同年2月6日の高速神戸 - 新開地間の復旧後は、同区間に取り残されていた阪神5131形5131編成・5139編成とあわせて新開地 - 阪神三宮間の運用に充当され、復旧区間の拡大に伴って西灘駅へと運行区間を延長した。特に5018編成と5022編成は、収容力の大きな6両編成（ほかは4両編成）であったことから、輸送力の確保に貢献した。
同年6月には阪急・阪神とも全線復旧し、運行区間が新開地 - 六甲・大石駅間に延長となった。新開地駅以西の復旧については、大開駅が復旧する8月13日までずれ込み、これらの編成は復旧前夜になってようやく山陽線内に引き上げられた。それまでは洗車ができず車体の汚れが目立ったため、新開地駅・高速神戸駅での停車時間中（4分間）に検車係員が化学ぞうきんで順次車体を拭いていくなどの対応がとられた。

## 運用

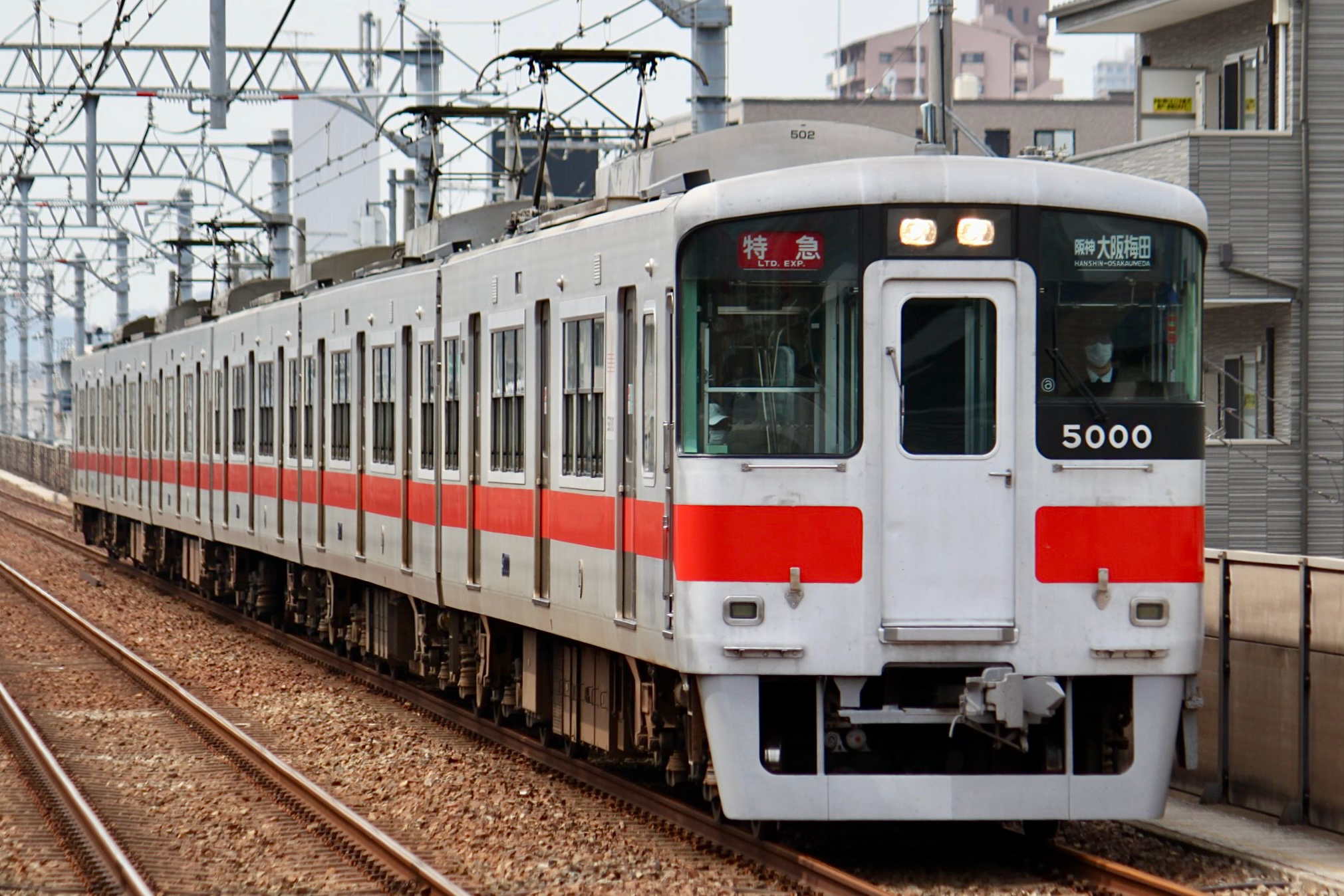
5000編成6連による特急運用

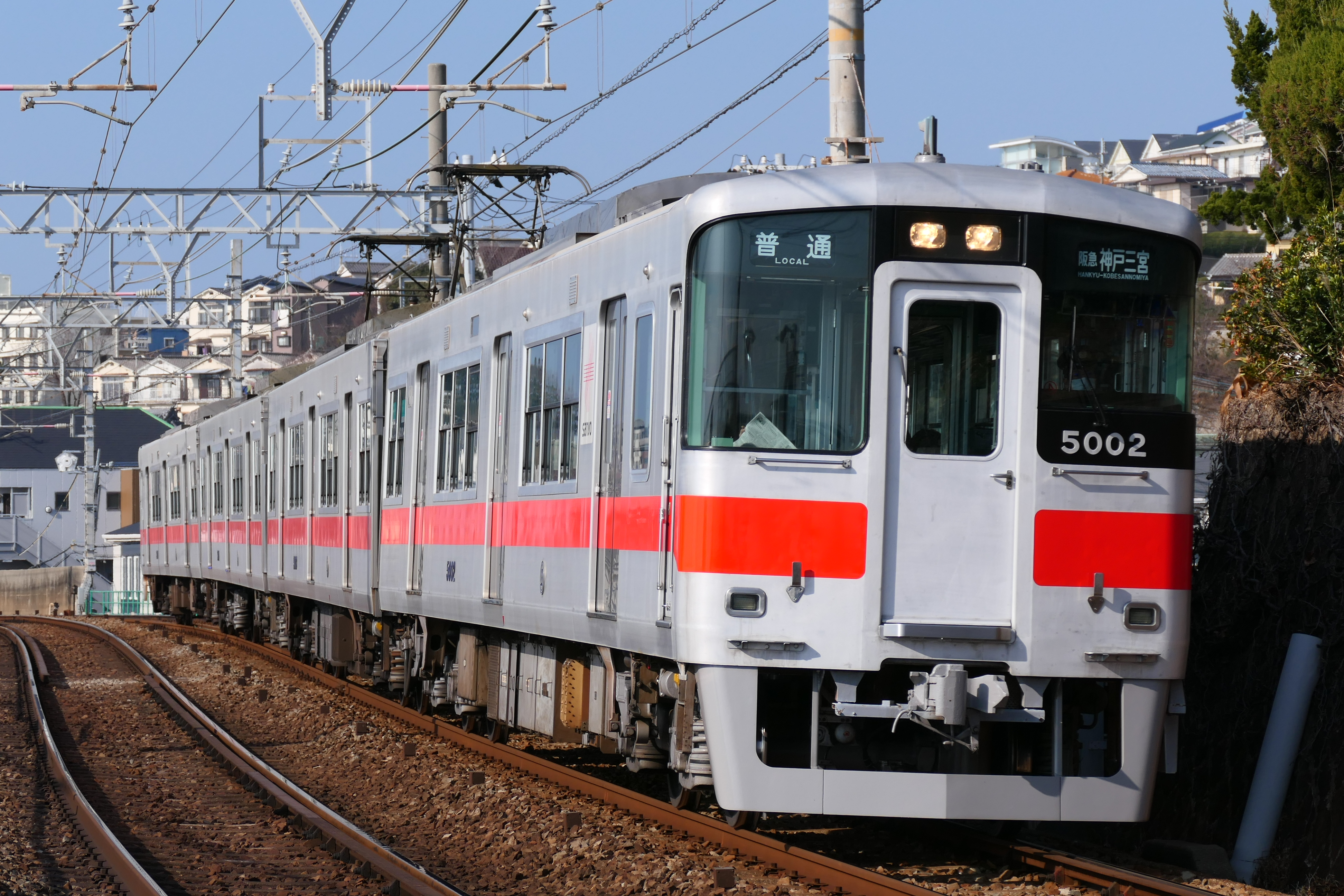
5002編成4連による普通運用

5000系は1986年7月10日から営業運転を開始した。営業運転開始前に試乗会が実施されたが、1日1往復2日間の予定に対して応募者の数が当初予想を大きく上回ったため、急遽1日3往復2日間に変更されるほどの評判の高さであった。
前述のとおり、当初は導入経緯から普通列車運用に充当された。1988年には5000・5002編成が4両編成化され、ラッシュ時を避けた限定運用ながら、特急での運用を開始した。
1998年には中吊り広告スペースに沿線小学校の児童の絵を掲出したギャラリー列車が企画され、1998年8月1日より5000系を充当したイベント列車「クレヨン号」の運転を開始した。1989年2月26日からは早春の観梅シーズンに運転されていた網干線直通の臨時特急「観梅号」にヘッドマークを掲出して充当された。
1991年4月の明石周辺の連続立体化工事完成を機に、山陽電鉄では特急を6両編成で運行することとなった。山陽電鉄車両による6両編成での営業運行は初めてであるため、データ収集のための試運転も行われた。当初は夜間が主体であったが、1989年10月24日には初の6両編成による日中試運転が東二見 - 霞ヶ丘 - 高砂 - 東二見間の各駅間において実施され、5016編成と5018編成の3両編成を2編成組み合わせた編成が充当された。
1998年2月15日、山陽姫路と阪神梅田を結ぶ直通特急の運行が開始された。一方、阪急方面への乗り入れは六甲から三宮までに短縮され、定期列車としての阪急線内乗り入れは休止された。
2016年1月現在、本系列は60両が在籍し、5030系2次車8両を含む6両10編成は5030系と共通運用で、直通特急や特急を主体に運用され、4両2編成は3000系・3050系4両編成と共通運用で、S特急や普通運用を中心に運行されている。2016年3月より、直通特急の間合いで阪神線内のみ運転の特急運用が設定されるようになった。
2020年末より、乗務員のタブレット端末操作による自動放送を開始している。合成音声によるもので、英語放送にも対応している。当初は直通特急に充当される6両編成の阪神電鉄線内のみであったが、全編成にコネクタを整備のうえ、2021年1月20日より自社線内（高速神戸駅以西）でも同様の自動放送を開始している。

## 車体装飾
沿線でのイベント開催や、沿線を舞台とするNHK大河ドラマの放送などに伴い、PRおよび旅客誘致を図るため、ラッピング車両となることがある。また、ヘッドマークの掲出や車体装飾の実施についても本項で記述する。
- 2003年には、5006編成に『武蔵 MUSASHI』関連で「播磨の武蔵」のラッピングが、5022編成には「阪神タイガース セ・リーグ優勝記念号」のラッピングが、それぞれ期間限定で施されていた。
- 2005年には、5008編成に『義経』関連で「源平の戦い」のラッピングが、5010編成には「阪神タイガース優勝記念号」のラッピングが、それぞれ期間限定で施されていた。
- 2007年7月2日より、5020編成が「山陽電車100周年記念号」として運行され、先頭車にはヘッドマークが、車内にはポスターが掲出されていた。なお他編成も、山陽電車創立100周年記念ヘッドマークを掲出していた。
- 2009年3月3日より2013年3月末まで、5020編成が明石市の観光PRを目的とした「時のまち・あかしPRラッピング電車」として運行された。
- 2017年6月5日より、5010編成が「Meet Colors!台湾号」として運行を開始した。当初は2018年6月までの運行の予定であったが、その後2019年6月、2020年6月と2回運行期間が延長となっている[36][37][38]。
- 2017年7月2日から12月まで、5008編成が「山陽電車110周年・須磨浦ロープウェイ開業60周年記念ラッピング号」として運行されていた。ロープウェイ車両をモデルとし、大阪方先頭車と姫路方先頭車でデザインが異なっていた。同時期に2編成がラッピング車両となるのはおよそ5年ぶり、5000系同士では12年ぶり3回目であった[39]。
- 2018年8月13日より、5008編成に『カードキャプターさくら』とのコラボレーションとして「さくらとお出かけ山陽電車」と題したラッピングが行われた。同年10月8日までの予定であったが、5日後の13日まで運行された[40]。前期と後期で両先頭車に2種類ずつ、合計4種類のヘッドマークが掲出された[41][42]。
- 2021年9月17日より、5014編成と5030系5632編成が『オールひめじ・アーツ＆ライフ・プロジェクト号』として運行された。先頭車両と側面には『ひめじ』をあしらった虹色のロゴマークがデザインされ、ヘッドマークも掲出された（画像参照）。
- 2023年8月19日より、山陽明石・姫路間開通100周年を記念して、5000編成の側面の山陽マークが旧シンボルマーク（太陽マーク）に変更されている[43]。

車体装飾
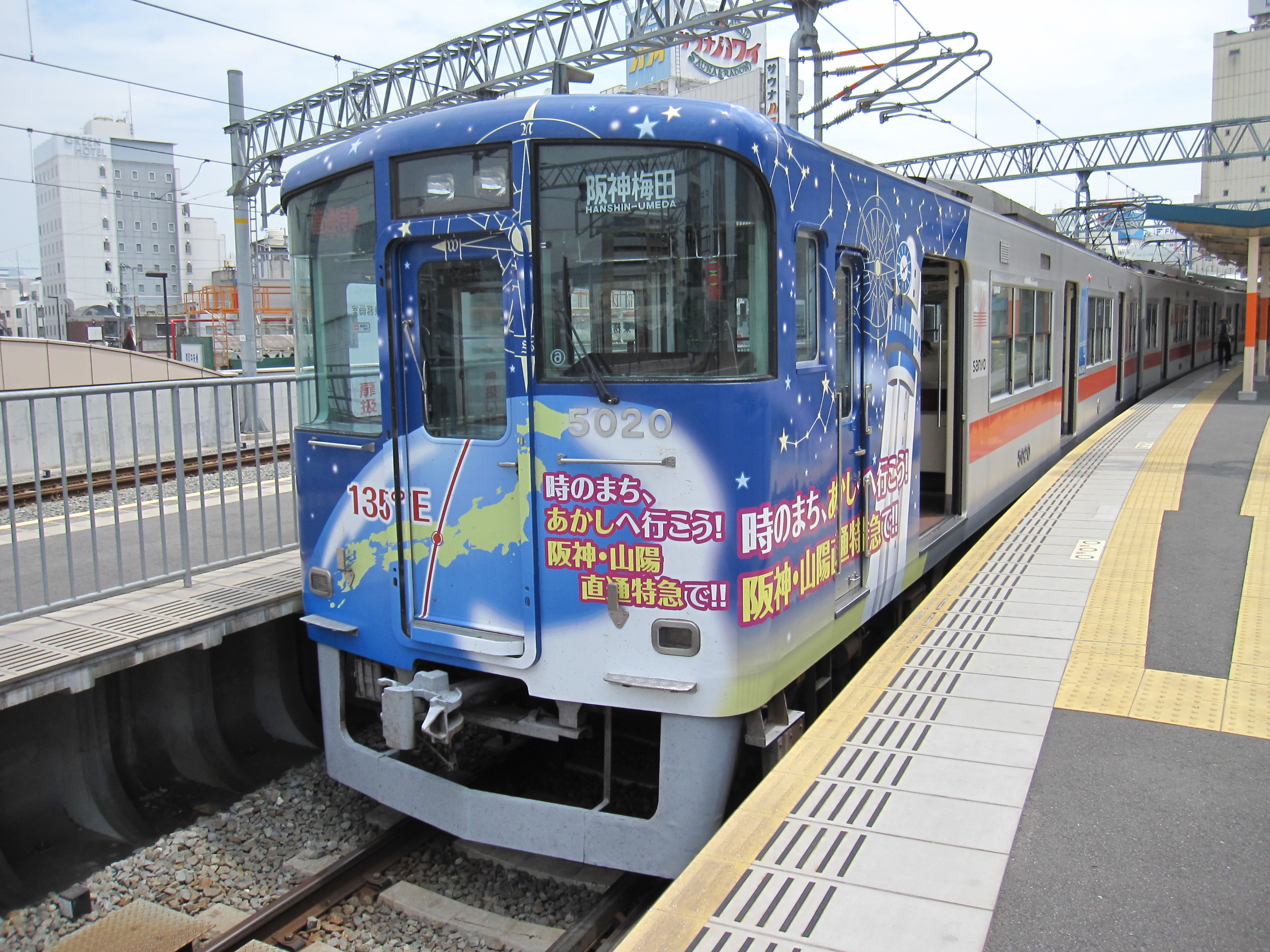
時のまち・あかしPRラッピング電車（山陽姫路駅にて）
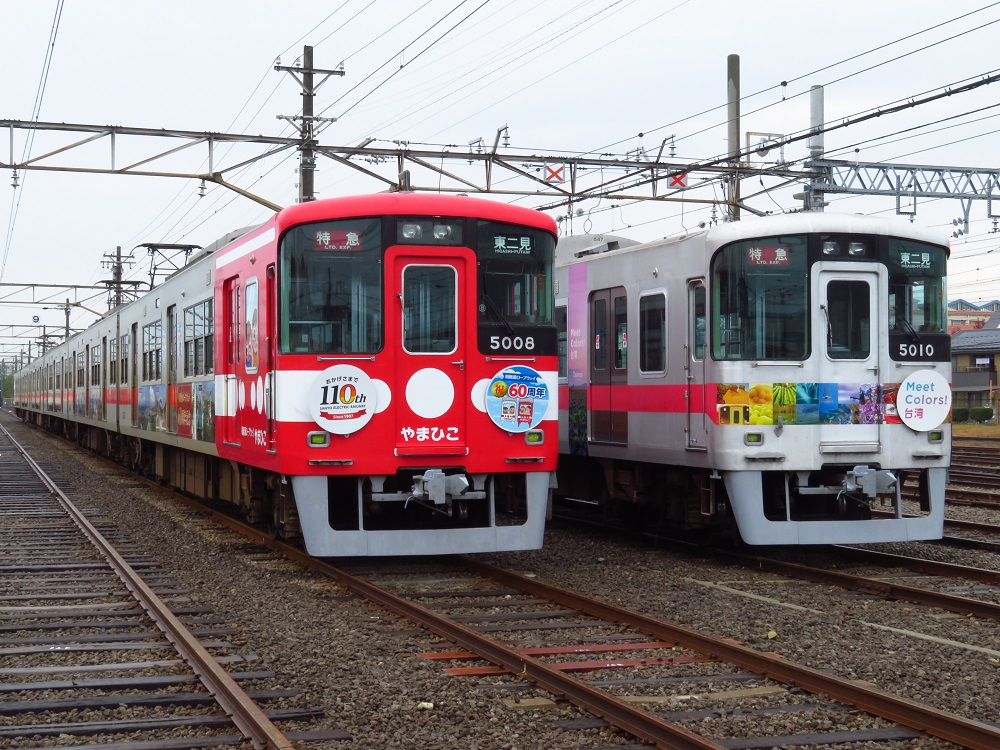
5008編成「山陽電車創立110周年記念号」（左） 5010編成「Meet Colors! 台湾」号（右）
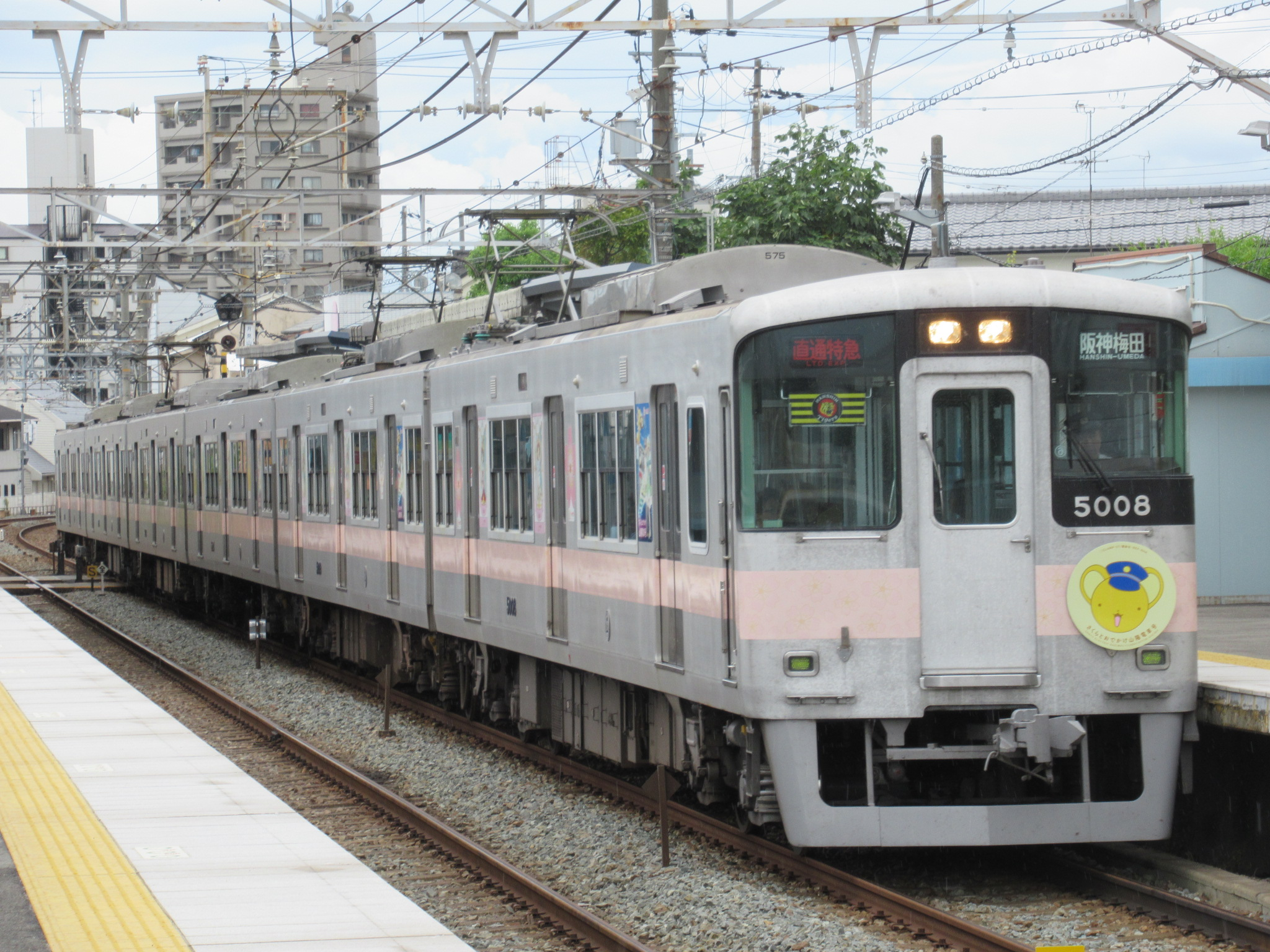
さくらとおでかけ山陽電車（月見山駅にて）
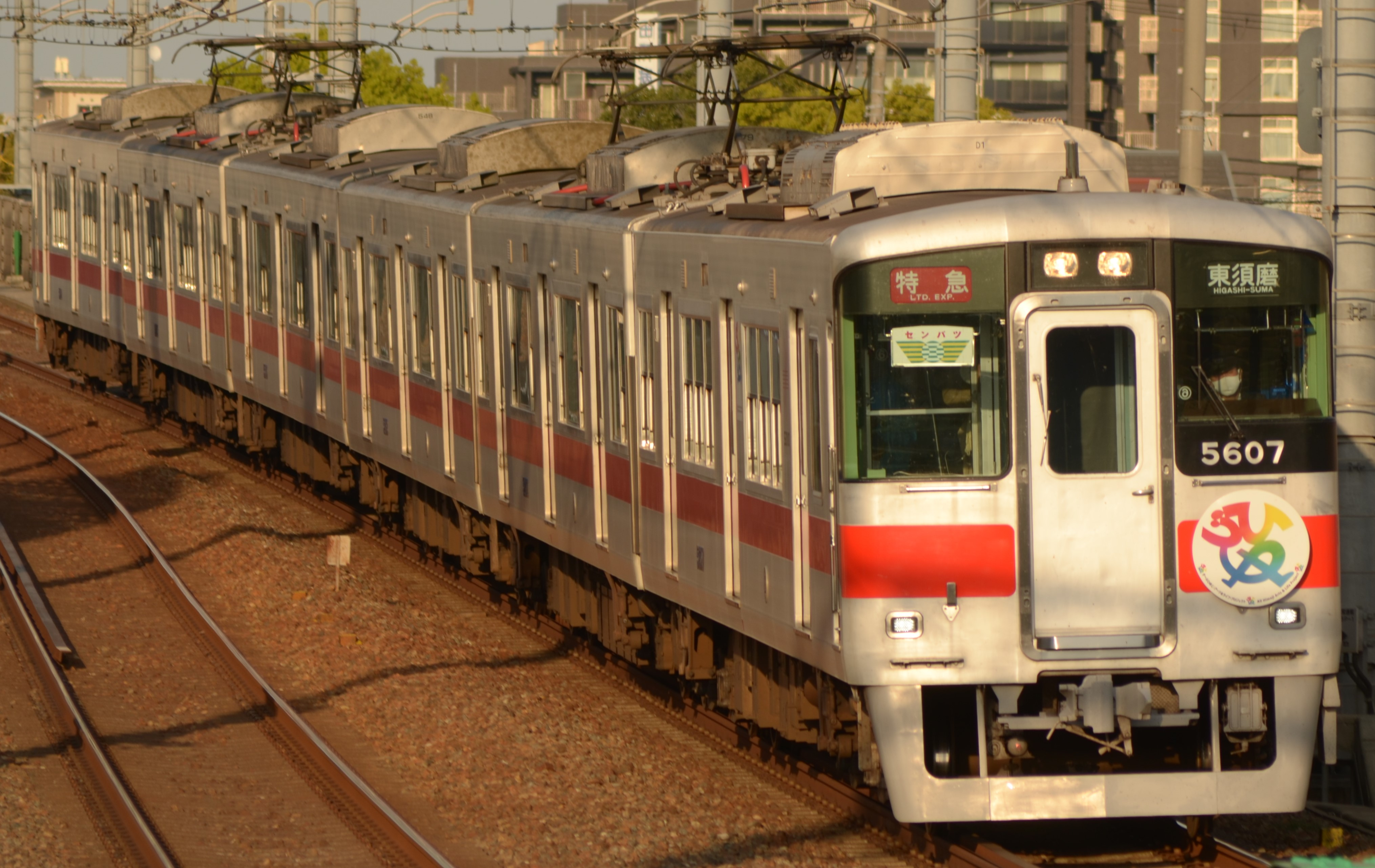
オールひめじ・アーツ＆ライフ・プロジェクト号（西灘駅にて）

## 編成表
- 凡例
  - 車番：固定クロスシート車
  - 車番：2列+2列転換クロスシート車
  - 車番：2列+2列転換クロスシート車（固定クロスシート車の改造車）
  - 車番：2列+1列転換クロスシート車（5030系）
  - 車番：ロングシート車
  - 車番：リニューアル車（ロングシート車）
  - 車番：リニューアル車（2列+1列転換クロスシート車）

### 2006年
2006年4月1日時点。
| ← 梅田山陽姫路 → | ← 梅田山陽姫路 → | ← 梅田山陽姫路 → | ← 梅田山陽姫路 → | ← 梅田山陽姫路 → | ← 梅田山陽姫路 → | 備考 |
| M'c              | M                | T                | M'               | M                | Tc               |      |
| 5012             | 5013             | 5506             | 5206             | 5207             | 5606             |      |
| 5014             | 5015             | 5510             | 5208             | 5209             | 5607             |      |
| 5016             | 5017             | 5511             | 5210             | 5211             | 5608             |      |
| 5018             | 5019             | 5507             | 5200             | 5201             | 5609             |      |
| 5020             | 5021             | 5508             | 5202             | 5203             | 5610             |      |
| 5022             | 5023             | 5509             | 5204             | 5205             | 5611             |      |
| M'c              | M                | T                | M2               | M3               | Tc               |      |
| 5004             | 5005             | 5502             | 5235             | 5252             | 5602             |      |
| 5006             | 5007             | 5503             | 5237             | 5253             | 5603             |      |
| 5008             | 5009             | 5504             | 5239             | 5254             | 5604             |      |
| 5010             | 5011             | 5505             | 5241             | 5255             | 5605             |      |

| ← 三宮山陽姫路 → | ← 三宮山陽姫路 → | ← 三宮山陽姫路 → | ← 三宮山陽姫路 → | 備考 |
| M'c              | M                | T                | Tc               |      |
| 5000             | 5001             | 5500             | 5600             |      |
| 5002             | 5003             | 5501             | 5601             |      |

### 2019年
2019年4月1日現在の編成。リニューアル車の括弧内は旧車番。
| ← 梅田山陽姫路 → | ← 梅田山陽姫路 → | ← 梅田山陽姫路 → | ← 梅田山陽姫路 → | ← 梅田山陽姫路 → | ← 梅田山陽姫路 → | 備考 |
| M'c              | M                | T                | M'               | M                | Tc               |      |
| 5012             | 5013             | 5506             | 5206             | 5207             | 5606             |      |
| 5014             | 5015             | 5510             | 5208             | 5209             | 5607             |      |
| 5016             | 5017             | 5511             | 5210             | 5211             | 5608             |      |
| 5018             | 5019             | 5507             | 5200             | 5201             | 5609             |      |
| 5020             | 5021             | 5508             | 5202             | 5203             | 5610             |      |
| 5022             | 5023             | 5509             | 5204             | 5205             | 5611             |      |
| M'c              | M                | T                | M2               | M3               | Tc               |      |
| 5006             | 5007             | 5503             | 5237             | 5253             | 5603             |      |
| 5008             | 5009             | 5504             | 5239             | 5254             | 5604             |      |
| 5010             | 5011             | 5505             | 5241             | 5255             | 5605             |      |

| ← 梅田山陽姫路 → | ← 梅田山陽姫路 → | ← 梅田山陽姫路 → | ← 梅田山陽姫路 → | ← 梅田山陽姫路 → | ← 梅田山陽姫路 → | リニューアル  | 備考 |
| Tc1              | M1               | T                | M2               | M3               | Tc2              |               |      |
| 5702 (5004)      | 5802 (5005)      | 5502             | 5235             | 5252             | 5602             | 2018年9月20日 |      |

| ← 神戸三宮山陽姫路 → | ← 神戸三宮山陽姫路 → | ← 神戸三宮山陽姫路 → | ← 神戸三宮山陽姫路 → | 備考 |
| M'c                  | M                    | T                    | Tc                   |      |
| 5000                 | 5001                 | 5500                 | 5600                 |      |
| 5002                 | 5003                 | 5501                 | 5601                 |      |

### 2022年
2022年4月1日現在の編成。リニューアル車の括弧内は旧車番。
| ← 大阪梅田山陽姫路 → | ← 大阪梅田山陽姫路 → | ← 大阪梅田山陽姫路 → | ← 大阪梅田山陽姫路 → | ← 大阪梅田山陽姫路 → | ← 大阪梅田山陽姫路 → | 備考                                                        |
| M'c                  | M                    | T                    | M'                   | M                    | Tc                   |                                                             |
| 5012                 | 5013                 | 5506                 | 5206                 | 5207                 | 5606                 |                                                             |
| 5014                 | 5015                 | 5510                 | 5208                 | 5209                 | 5607                 |                                                             |
| 5016                 | 5017                 | 5511                 | 5210                 | 5211                 | 5608                 |                                                             |
| 5018                 | 5019                 | 5507                 | 5200                 | 5201                 | 5609                 |                                                             |
| 5020                 | 5021                 | 5508                 | 5202                 | 5203                 | 5610                 |                                                             |
| 5022                 | 5023                 | 5509                 | 5204                 | 5205                 | 5611                 |                                                             |
| M'c                  | M                    | T                    | M2                   | M3                   | Tc                   |                                                             |
|                      |                      |                      |                      | 5253                 | 5603                 | 2022年3月31日に梅田・西代方の4両が除籍。姫路方2両は保留車。 |
| 5008                 | 5009                 | 5504                 | 5239                 | 5254                 | 5604                 |                                                             |
| 5010                 | 5011                 | 5505                 | 5241                 | 5255                 | 5605                 |                                                             |

| ← 大阪梅田山陽姫路 → | ← 大阪梅田山陽姫路 → | ← 大阪梅田山陽姫路 → | ← 大阪梅田山陽姫路 → | ← 大阪梅田山陽姫路 → | ← 大阪梅田山陽姫路 → | リニューアル  | 備考 |
| Tc1                  | M1                   | T                    | M2                   | M3                   | Tc2                  |               |      |
| 5702 (5004)          | 5802 (5005)          | 5502                 | 5235                 | 5252                 | 5602                 | 2018年9月20日 |      |

| ← 神戸三宮山陽姫路 → | ← 神戸三宮山陽姫路 → | ← 神戸三宮山陽姫路 → | ← 神戸三宮山陽姫路 → | 備考 |
| M'c                  | M                    | T                    | Tc                   |      |
| 5000                 | 5001                 | 5500                 | 5600                 |      |
| 5002                 | 5003                 | 5501                 | 5601                 |      |